# Motu One (Marquesas)
Motu One, llamado también en francés île de Sable, es una isla de las islas Marquesas, en la Polinesia Francesa. Está situada al norte del archipiélago, a 15 km al noreste de Hatutu.
La isla de hecho consta de bancos de arena sobre un arrecife coralino. Se podría tratar de los restos de un atolón sumergido. Es el único arrecife de las islas Marquesas, que se caracterizan por ser islas altas volcánicas sin escollos protectores. Motu One tiene aproximadamente 5 km de diámetro. Tortugas marinas y una amplia variedad de aves anidan en la isla.
Según las tradiciones los marquesanos visitaban Motu One para recoger huevos, pero no hay evidencias arqueológicas de estuviera habitado. El primer explorador a visitarla fue el estadounidense David Porter, en 1813, que la llamó Lincoln Island. En 1992 se declaró como reserva natural.